# Vyšší odborná škola obalové techniky a Střední škola Štětí
Vyšší odborná škola obalové techniky se studijním oborem Obalový a grafický design ve Štětí je se svým zaměřením a vybavením pro tento obor jediná v republice.
Jde o obor multidisciplinární, kde se spojují nároky na studenty v oblasti kreativní a konstrukční a studenti také musí znát materiály a jejich vlastnosti.

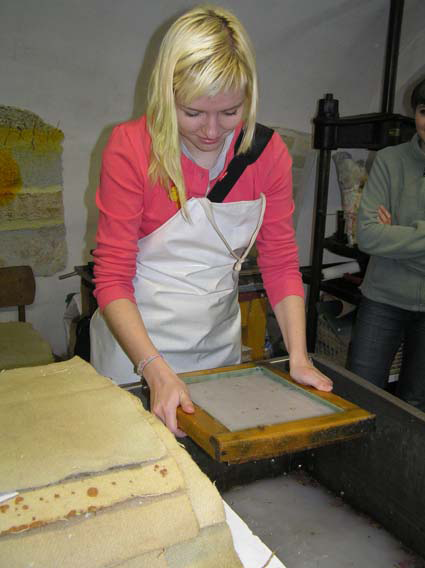
Čerpání papíroviny na VOŠ a SŠ obalové techniky

Hlavními předměty jsou např. dějiny výtvarné kultury (DVK), obalové a tiskové techniky (OTT), nauka o materiálu (NAM), počítačová grafika (PGR), konstrukční design (KOD) spolu s praktickými cvičeními (PAC). Volitelné předměty v 1. a 2. roč. Signmaking nebo Multimediální tvorba.
Absolutorium se koná z:
- Zkouška z cizího jazyka (ANJ nebo NEJ)
- Zkouška z odborných předmětů (DVK, OTT, NAM)
- Absolventská práce a její obhajoba, jejíž součástí je ověření praktických dovedností

## Organizace studia
Organizace studia je stejná jako na vysoké škole, tedy s přednáškami, zápočty a zkouškami. Výhodou je ale čtyřměsíční praxe ve čtvrtém semestru ve firmách. Studenti také na rozdíl od vysokých škol skládají v závěrečné zkoušce (absolutoriu) zkoušku z cizího odborného jazyka.
U absolutoria také obhajují praktickou práci na různá témata, např. obalový set pro hračky, sklo, kosmetiku, potraviny, nápoje (včetně všech propagačních aj. materiálů), ale také se již řešil např. dřevěný obal pro ultralight.
Škola pořádá pro žáky a studenty mnoho odborných přednášek a workshopů odborníků v praxi v oblasti obalové techniky, ručního papíru, obalového a grafického designu, výroby obalových materiálů aj.

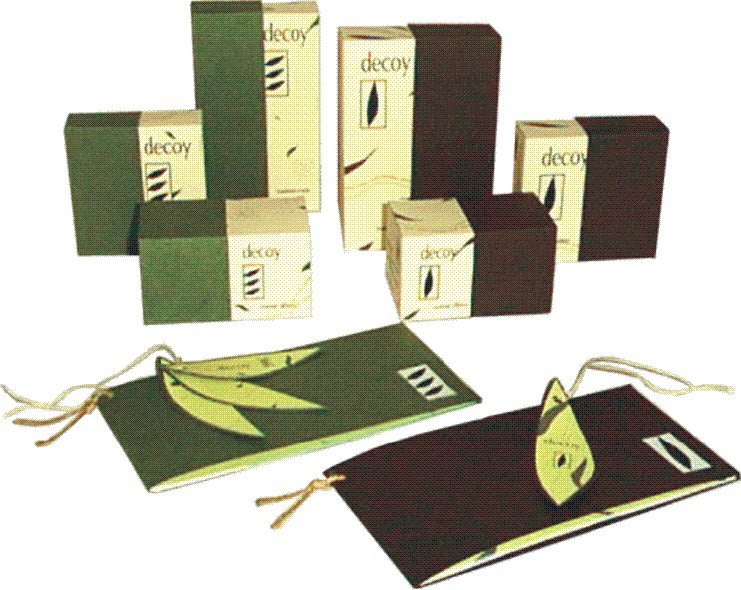
Obaly vytvořené studenty na VOŠ a SŠ obalové techniky

## Podpora studia
Škola vydala přes 20 odborných skript pro tiskové a obalové techniky, počítačovou grafiku, odborný cizí jazyk apod.
Nyní tyto texty připravuje pouze v elektronické podobě pro potřeby e-learningu v profesním vzdělávání. Elektronické texty pro oblast obalových a tiskových technik lze nalézt na webových stránkách školy  Archivováno 28. 5. 2010 na Wayback Machine. , z oblasti počítačové grafiky a německého jazyka na portálu konvalinka.org .
Možnost e-learningu a testování také poskytuje LMS Moodle, který učitelé pro výuku, testování a spolupráci se studenty také využívají.

## Vybavení školy
Škola má kompletní vybavení pro obalový design – nejlepší profesionální software na světě (sponzorské smlouvy), vzorkovací plotr (vyřezávání z lepenek), výsekový stroj.
Škola především vlastní všechny čtyři základní programová vybavení pro obalový a grafický design (v cenách desítek mil. Kč) – Esko Graphics – Artios, EngView, Marbacad a Kasemake. Po dohodě s fy Macron mohou studenti obdržet certifikát o základním kurzu Artios, který zvýší šance na uplatnění i v zahraničí. Nicméně záleží na studentech, do jaké míry a hloubky jsou schopni absorbovat znalosti a dovednosti konstrukčních programů.

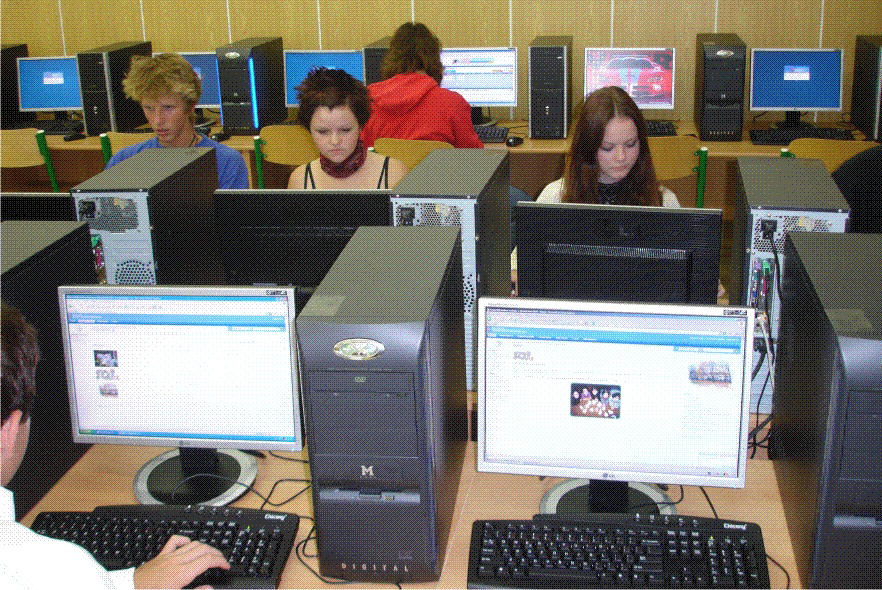
Škola disponuje moderním počítačovým vybavením

Na škole v současné době pracuje rozsáhlá lokální počítačová síť na bázi Ethernet s 10 učebnami PC pro výuku různých programů. Studenti VOŠ využívají především grafické stanice, na kterých se vyučuje Photoshop, Illustrator, Corel Draw, Cinema 4D, Quark-X-Press aj. spolu s výše uvedenými sw pro obalový a grafický design.
Škola ve spolupráci se SYBA obalovou asociací ČR pořádá odborné semináře především pro oblast konstrukce obalů z hladkých a vlnitých lepenek odborné semináře a workshopy.
V oblasti obalového designu a flexo se rozbíhá spolupráce na vysoké úrovni s firmou Macron.
V současné době se zpracovává projektová dokumentace pro rekonstrukci budovy sídla vyšší školy v Kostelní 134.

## Uplatnění
Studenti nacházejí uplatnění zejména DTP studiích, reklamních agenturách, návrhových studií kartonážek (displeje), zakládají si vlastní firmy nebo studia, ale také pracují nebo studují v zahraničí.

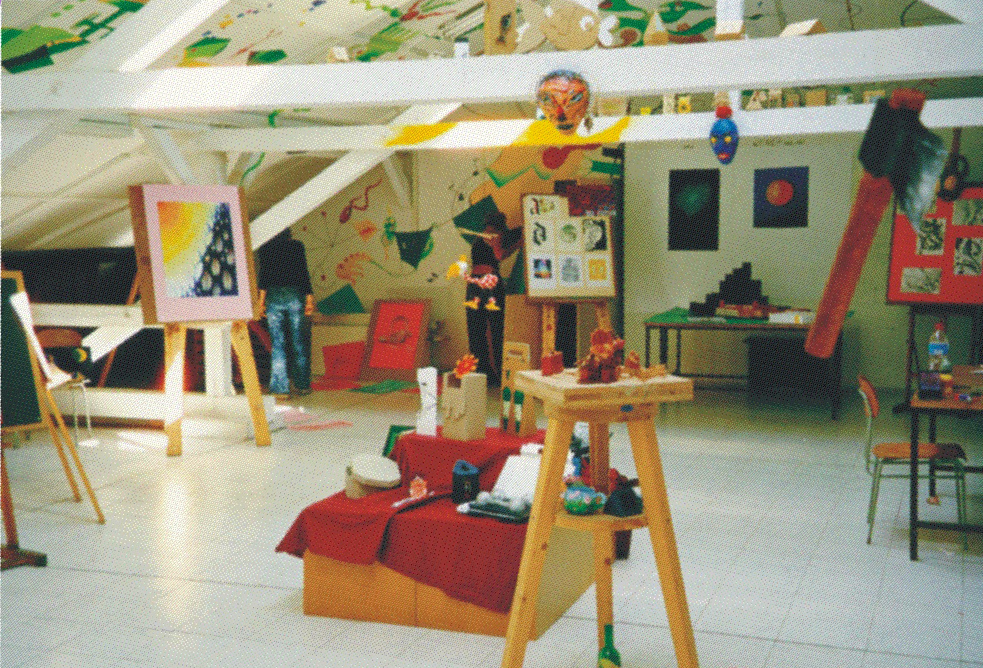
Ve škole se nachází i tento ateliér

## Minigalerie
Škola je zvláštní i tím, že se představuje i jako minigalerie. Skrze vchod s trvalým osvětlením i v noci je možné zhlédnout instalované originální umělecké dílo Milana Knížáka Kometa, 280 x 260 cm. „Kometa, která je krásná, může devastovat. Obraz je tedy něco mezi varováním a oslavou. Nenese jednoznačné poselství, protože jednoznačná poselství jsou rychle přečtená.“

## Ubytování
Studenti jsou ubytování v domově mládeže školy, který má kapacitu 130 lůžek ve dvoulůžkových pokojích. Vždy dva pokoje mají spojovací místnost se společnou hygienickou buňkou se sprchou a WC. Poplatek za ubytování žáků a studentů činí 1200 Kč měsíčně.